# Öler (Beruf)
Öler (auch Ölstampfer, Ölmüller oder Ölschläger) verwendeten Ölmühlen zur Herstellung von verschiedenen pflanzlichen Ölen. Beim Gewinnungsvorgang wurden die Pflanzensamen, Strauch- und Baumfrüchte, welche vorgängig zerquetscht oder zerstampft worden waren, ausgepresst und ergaben Öle wie Mandel-, Lein-, Nuss-, Mohn-, Senf-, Sonnenblumen-, Oliven- und Kürbiskernöl, welche sie auch handelten. Dieses Gewerbe reicht in die früheste Zeit zurück. Das Metier der Öler berührte sich oft mit den verwandten Gewerben der Seifensieder und Wachszieher.
Ferner beschreibt Öler die Tätigkeit auf Schiffen, Maschinen und deren Teile regelmäßig mit Öl bzw. Fett zu versorgen, um diese zu schmieren. Öler sind Teil der Maschinenabteilung.